# Jehan Lhermite

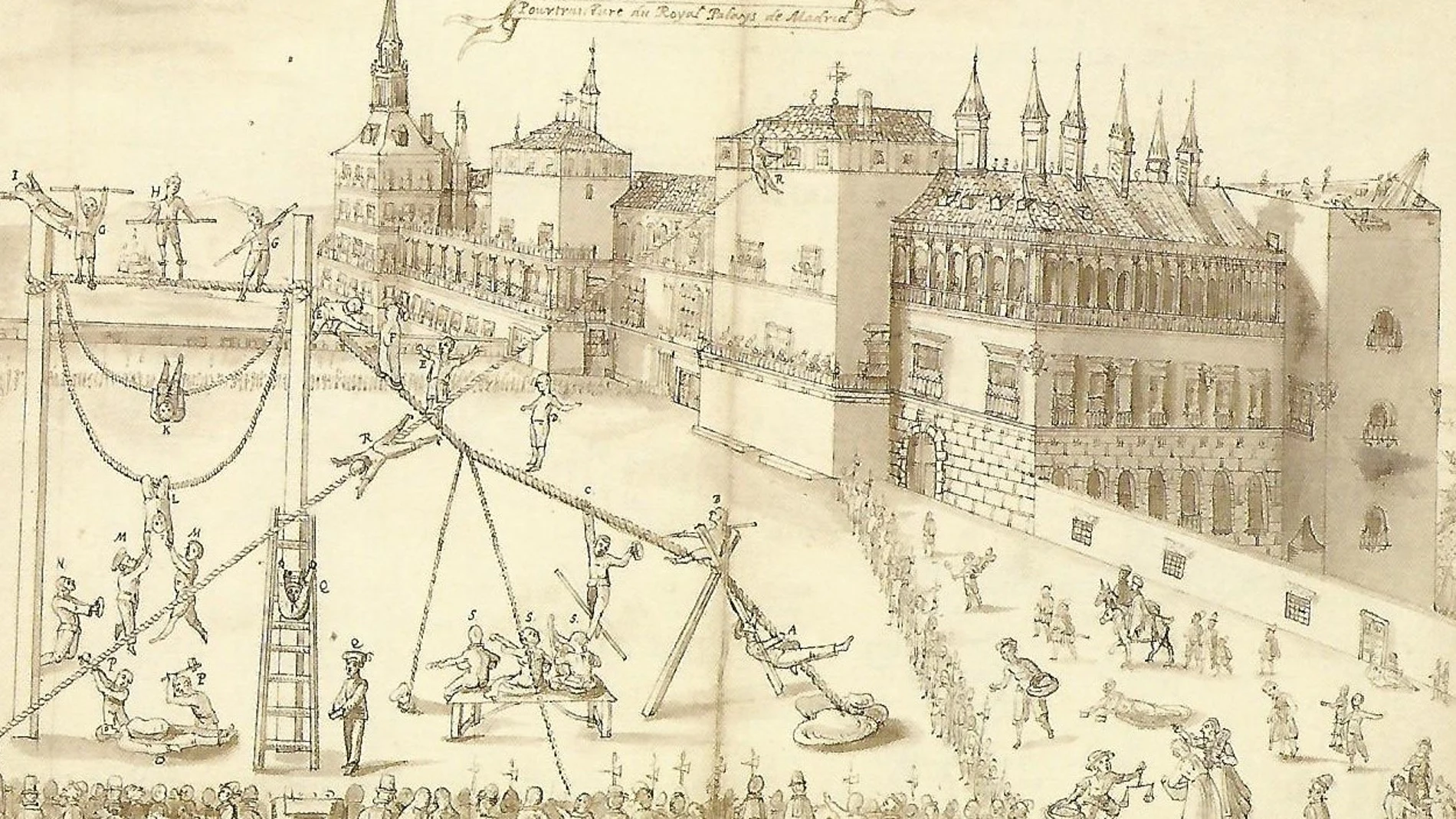
Vista de un dibujo de Jehan Lhermite, mostrando la fachada principal y plaza del Alcázar de Madrid. El dibujo se realizó en sus memorias, Le Passetemps.

Jehan (o Jean) Lhermite (Amberes, 18 de febrero de 1560-Madrid, c. 1622) fue un memorialista y cortesano flamenco al servicio de Felipe II y Felipe III de España.

## Biografía
Fue hijo de Thomas Lhermite y su esposa Maguerite van Ranst. Por parte de su padre procedía de una antigua familia flamenca. Hacia 1586 pensó en partir a España para hacer carrera en la corte, con ayuda de su primo Pierre van Ranst que ejercía el cargo de ayuda de cámara de Felipe II y ayuda del barbero de corps del monarca.
Partió a España en marzo de 1587 como parte del cortejo de Nicolas Damant, canciller del ducado de Brabante, que partía a la corte llamado Felipe II. Llegado a Madrid el 30 de agosto de ese mismo año, Jehan llamó la atención de Felipe II durante una exhibición de patinaje sobre hielo, celebrada ese invierno y protagonizada por gentileshombres y damas flamencos en un estanque de la Casa de Campo. El monarca le mandó llamar a si coche de caballos tras la exhibición.
Una vez en la corte comenzó a trabar relaciones con los flamencos que en ella habitaban, aunque en un momento dado con objeto de aprender español, pasó una época viviendo en casa de un caballero español, Juan Bautista Rovelasca, apartado de compañías flamencas. Posteriormente pasó al servicio del recién nombrado conde de Solre, Philippe de Croÿ, flamenco, como gentilhombre de su casa.
El 22 de marzo de 1590 juró como ayuda-gentilhombre de cámara de Felipe II en manos de Cristobal de Moura, sumiller de corps en funciones de ese monarca.El 22 de octubre de ese mismo año es nombrado arquero en la Guardia de Arqueros del rey.
En 1592 formó parte del séquito del monarca en su viaje a Aragón para que el príncipe Felipe (después Felipe III) jurara los fueros de Aragón. En este viaje el monarca le encomendó enseñar francés al príncipe.

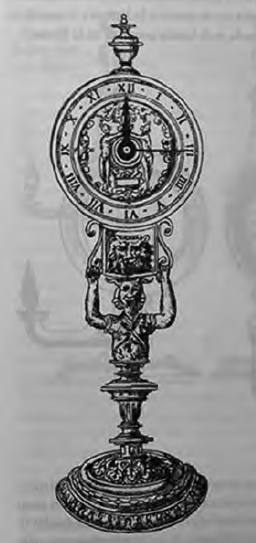
Un reloj (posiblemente El Candil) dibujado por Jehan en sus Passetemps.

Desde la partida del duque de Lerma como virrey de Valencia en 1595, Lhermite mantuvo una correspondencia con Lerma informándole sobre lo que ocurría en la corte hasta la vuelta de este último a la corte, dos años después. Hacia 1597 empezó a escribir su obra más conocida, Le Passetemps, en español, los Pasatiempos, un relato autobiográfico que se inicia en el momento del inicio de su viaje a España, diez años después. En este año, construyó una casa, con permiso del rey, en la parte norte de la Casa del Campillo, residencia del monarca.
Tras la muerte de Felipe II en 1598, volvió a jurar su cargo para servicio del nuevo rey el 25 de septiembre de ese año.  
En 1600 fue nombrado caballero por Felipe III en Gumiel de Mercado, antes de dejar su puesto de ayudante de cámara del soberano con vistas a su vuelta a Flandes.
Posteriormente volvería a Flandes, llegando a Amberes el 31 de julio de 1602. 
Con posterioridad y de acuerdo con la correspondencia de la infanta Isabel Clara Eugenia con el duque de Lerma, habría realizado otro viaje a España para poder asegurar el goce de algunas de las mercedes que le había otorgado Felipe III al dejar el regio servicio.
Según Francisco Hayez habría muerto en Madrid hacia 1622.

## Obra
Es especialmente conocido por haber descrito su viaje a España en una extensa obra bajo el título Le passetemps. Esta obra fue publicada por primera vez por E. Ouverlaux y J. Petit, conservadores de la Biblioteca Real de Bélgica, en un primer tomo publicado en 1890 y un segundo en 1896.

### Individuales
1. ↑  Cartaya Baños, Juan (Agosto de 2015). «Jehan Lhermite, un peón del Duque de Lerma en la cámara de Felipe II. Revista "Cuadernos de Ayala" 61, 2015, Palafox & .». Cuadernos de Ayala (Pezuela Editores) (61). Consultado el 5 de septiembre de 2023.
2. ↑  Lhermite, 1890, p. 96.
3. ↑  García García, Bernardo J. «Philippe de Croÿ». Diccionario biográfico español. Real Academia de la Historia.
4. ↑  Lhermite, 1890, pp. 92-93.
5. ↑  Lhermite, 1890, p. 89.
6. ↑  Ferrer Valls, Teresa (2006). «El duque de Lerma, el principe Felipe y su maestro de francés». El siglo de Oro en escena: homenaje a Marc Vitse, 2006, ISBN 978-2-85816-894-1, págs. 283-295 (Presses Universitaires du Mirail): 283-295. ISBN 978-2-85816-894-1. Consultado el 5 de septiembre de 2023.
7. ↑  Lhermite, 1890, pp. 307-310.
8. ↑  Rodríguez-Salgado, M. J. (1991). «The Court of Philip II of Spain».  En Asch, Ronald G., ed. Princes, patronage, and the nobility: the court at the beginning of the Modern Age, c. 1450-1650. Studies of the German Historical Institute London (en inglés). German Historical Institute London ; Oxford University Press. p. 235. ISBN 978-0-19-920502-8. Consultado el 8 de septiembre de 2023.
9. ↑  Lhermite, 1896, pp. 310-311.
10. ↑  Austria, Isabel Clara Eugenia (1906). «Correspondencia de la Infanta Archiduquesa Doña Isabel Clara Eugenia de Austria con el Duque de Lerma. Apéndice».  En Rodríguez Villa, Antonio, ed. Boletín de la Real Academia de la Historia 49: 5-87.
11. ↑  Cloulas, Ivan (1970). «Review of Description de l'Espagne par Jehan Lhermite et Henri Cock, humanistes belges, archers du Corps de la Garde royale (1560-1622)-(-1554?-...), (Bibliothèque générale de l'École pratique des Hautes-Études, VI e section)». Bibliothèque de l’École des chartes 128 (1): 222-223. ISSN 0373-6237. Consultado el 5 de septiembre de 2023.